# Toyosu

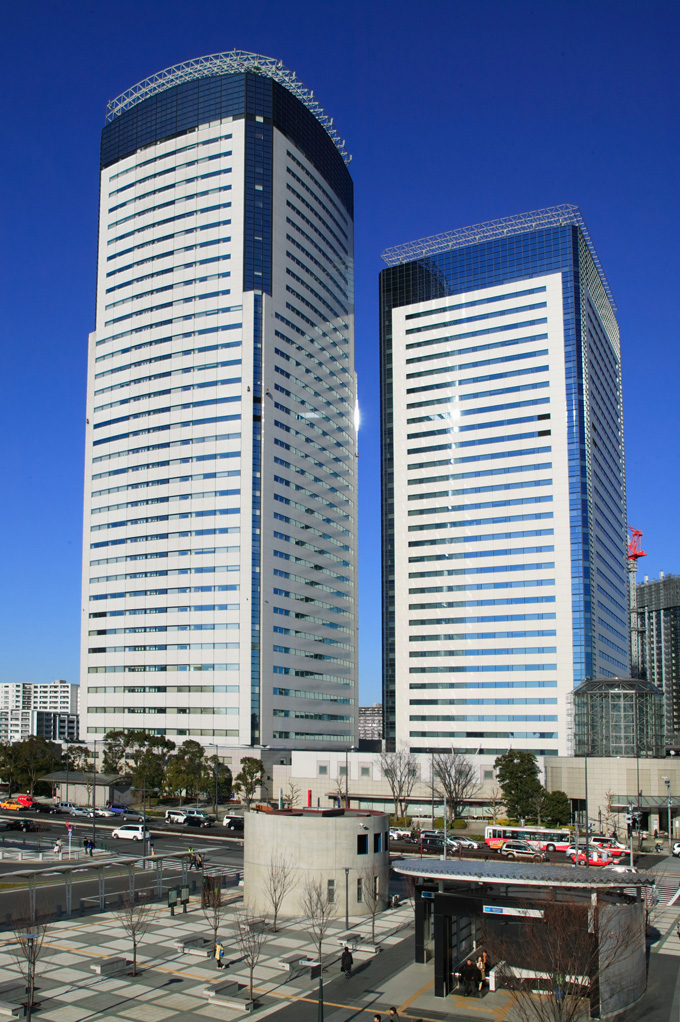
Toyosu Center Building

Le premier 7-Eleven du Japon

Toyosu (豊洲) est un des quartiers de l'arrondissement de Kōtō à Tokyo. Il est situé au nord d'Odaiba dans la baie de Tokyo.

## Histoire
L'île de Toyosu a été formée à la suite du grand tremblement de terre de 1923 en immergeant les débris des constructions détruites. En 1939 la société Ishikawajima-Harima Heavy Industries (IHI) s'établit sur l'île. En 1956 la centrale thermique de Toyosu est mise en service et l'usine de Tokyo Gaz démarre son activité.
En 1959 l'arrêté préfectoral pour la limite du développement industriel entre en vigueur, et en 1969 celui pour la lutte contre la pollution de l'environnent.
En 1987 lors de l'arrivée de la ligne de métro Yurakucho, Toyosu voit son statut changer : l'usine de gaz est stoppée, des aires de stationnement pour vélos sont construites. La centrale thermique est arrêtée en 1991, et l'année suivante Les bâtiments Toyosu Center Building et Toyosu ON (Unisys) sont achevés.
En 2018, le marché aux poissons de Tsukiji ferme et est remplacé par un nouveau marché dans le quartier de Toyosu.

## Transports
Station de métro Toyosu :
- Ligne Yūrakuchō
- Ligne Yurikamome

## Commerces
- Toyosu Lalaport Urbandock
- Le premier konbini Seven Eleven implanté au Japon[3]
- Super Vivahome
- Ciel Court (à l'intérieur de la tour Ciel)
- MAGIC BEACH (à Shin Toyosu)
- Team Smile／Toyosu PIT (à Shin Toyosu)

## Éducation
- Institut Universitaire Technologique de Shibaura, Campus de Toyosu (芝浦工業大学 豊洲キャンパス)
- École Primaire de  Toyosu Nord (江東区立豊洲北小学校)
- École Primaire de Toyosu (江東区立豊洲小学校)
- Collège de Furukawa numero 5 (江東区立深川第五中学校)
- École Maternelle de Toyosu (江東区立豊洲幼稚園)